# Žažina
Žažina är en ort i Kroatien.   Den ligger i länet Moslavina, i den centrala delen av landet, 40 km sydost om huvudstaden Zagreb. Žažina ligger 98 meter över havet och antalet invånare är 356.
Terrängen runt Žažina är platt. Runt Žažina är det glesbefolkat, med 19 invånare per kvadratkilometer. Närmaste större samhälle är Petrinja, 7,6 km söder om Žažina. Omgivningarna runt Žažina är en mosaik av jordbruksmark och naturlig växtlighet.